# Magic Mouse
O Magic Mouse
 é um mouse multi-touch produzido e vendido pela Apple Inc. Foi anunciado e vendido pela primeira vez em 20 de outubro de 2009. O Magic Mouse é o primeiro mouse para consumidores a ter recursos multi-touch.[carece de fontes?] Depois do lançamento do iPhone, iPod Touch e de touchpads multi-touch, o Magic Mouse possibilita o uso de gestos, como deslize e rolagem, para interagir com computadores desktop. Esta implementação de múltiplo botões e rolagem é realizado virtualmente sem componentes físicos reais.
O mouse necessita do sistema operacional Mac OS X 10.5.8 ou versões mais recentes e suporte para conexão Bluetooth. Ele pode ser configurado como um mouse de dois botões, para canhotos ou destros, mas o padrão é apenas um botão. Usa rastreamento a laser para aumentar a precisão do ponteiro sob as outras gerações de mouse da Apple. Desde de que foi lançado, é incluído junto a um teclado wireless na geração 2009 de iMacs. Também pode ser comprado separadamente.
A segunda geração (comercializada como Magic Mouse 2) foi lançada em 13 de outubro de 2015, substituindo o uso de pilhas por uma bateria recarregável de íon-lítio e incluindo uma porta Lightning para carregamento. Mais tarde, tornou-se compatível com o iPadOS.
A recepção inicial ao Magic Mouse foi mista, com reações positivas a função de rolagem, mas reações negativas a falta de um botão no meio, ou botões para ativar o Exposé, Dashboard ou Spaces (recursos oferecidos pelo seu antecessor). Muitos desses recursos podem ser habilitados no Magic Mouse no uso de aplicações tercerizadas.

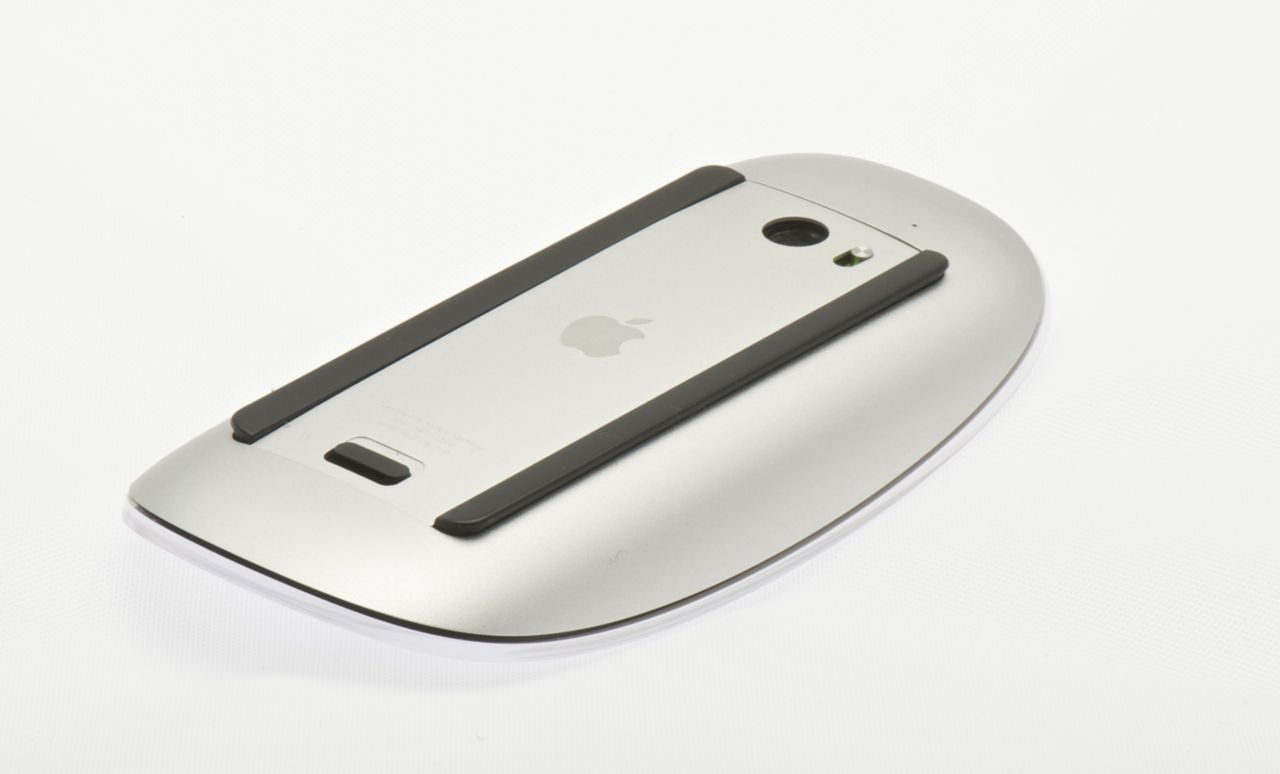
Parte Inferior.

## Tipos de Gestos
Nem todos os gestos são funcionais em certos sistemas operacionais:
- Clique
- Clique com dois botões
- Rolagem 360°
- Zoom da tela
- Deslizar com dois dedos

## Sistemas Operacionais Suportados
- Mac OS X v10.5.8, v10.6.1 ou superior com Wireless Mouse Software Update 1.0
- Windows XP, Windows Vista usando Boot Camp sob Mac OS X
- Drivers nativos para Windows XP e Vista (não suportado pela Apple)[7]